# Petrovské podhorie
Petrovské podhorie je geomorfologický podcelek Východoslovenské pahorkatiny. Nachází se na jejím jihovýchodním okraji.

## Vymezení
Podcelek zabírá mírně zvlněnou část v nejvýchodnější části Východoslovenské pahorkatiny. Na jihovýchodě ho vymezuje státní hranice s Ukrajinou, severovýchodním směrem se nacházejí Vihorlatské vrchy s podcelkem Popriečny. Západním směrem navazuje krajinný celek Podvihorlatskou pahorkatinou. 

## Osídlení
Mírně zvlněné území poskytuje zejména v severní polovině vhodné podmínky pro osídlení a v této části pahorkatiny leží několik menších obcí. Příhraniční pásmo schengenské hranice není obydlené.

## Doprava
Centrální částí vede z Tibavy silnice III. třídy, která spojuje obce v této části území. Výjimkou je obec Husák, která je napojena z jižního směru ze silnice I / 19, která prochází jižním okrajem Petrovského podhoria. 